# Test Bertranda
Test Bertranda - badanie wykonywane w celu wykrycia różnic w powierzchniach prawej i lewej strony tułowia.
Polega ono na złączeniu dłoni i opuszczeniu barków, a następnie wykonaniu pełnego skłonu w przód, prowadząc palce rąk między stopy. Następnie badany wykonuje powolny wyprost tułowia, unosząc najpierw odcinek lędźwiowy, potem piersiowy, szyjny i na końcu głowę. Badający, obserwując kształt kręgosłupa w płaszczyźnie czołowej oraz obrys prawej i lewej strony grzbietu, może dojrzeć wyrostki kolczyste grzbietu, a także wykryć garb żebrowy lub wał mięśniowy.